# Luciana Gimenez

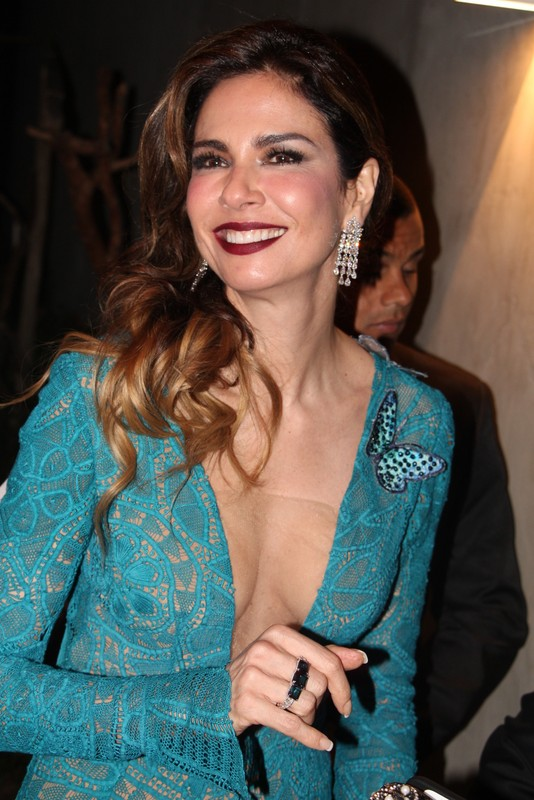
Luciana Gimenez

Luciana Gimenez Morad, född 3 november 1969 i São Paulo, är en brasiliansk fotomodell och programledare. 
Gimenez blev uppmärksammad när hon 1999 fick barn tillsammans med Mick Jagger samtidigt som han fortfarande var formellt gift med Jerry Hall. Gimenez arbetar idag som programledare för programmen Superpop och Luciana by Night. Hon har även gjort gästspel hos den amerikanska talkshowen The View.